# Foel Drygarn
 (mai 2021).
Foel Drygarn (« la colline des trois cairns », en gallois) est une colline fortifiée (hillfort) de l'âge du fer, sur laquelle se trouvent trois cairns funéraires de l'âge du bronze. Le site se trouve à environ 2 km à l'ouest du village de Crymych dans le Pembrokeshire, au pays de Galles. C'est un monument inscrit (scheduled monument).

## Description

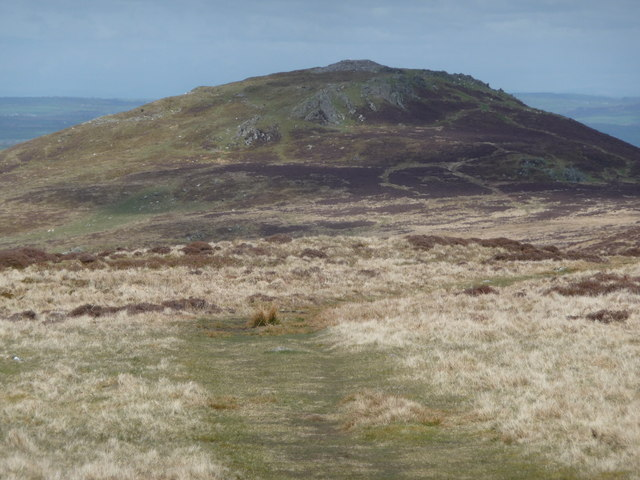
Vue générale de la colline

La colline de Foel Drygarn, la plus à l'est des collines de Preseli, peut être vue à des kilomètres à la ronde, et le fort était probablement un centre important en son temps.
La défense intérieure, au sommet, englobe 1,2 ha ; à l'extérieur se trouvent des défenses construites à des stades ultérieurs des côtés nord et est. Chacune des défenses est constituée d'un seul rempart de pierre sèche et de terre. Il y a des traces d'un fossé à l'extérieur du rempart intérieur,.
Au centre de la défense intérieure se trouvent trois cairns de pierre, considérés comme des tumulus de l'âge du bronze. Dans le fort, on a dénombré au moins 227 plates-formes de cabanes. Les vestiges représentent une longue période d'occupation du fort, et on suppose que tous les bâtiments n'étaient pas utilisés en même temps. De toute évidence, les constructeurs respectaient leurs prédécesseurs de l'âge du bronze, car les cairns n'ont pas été pillés pour réutiliser les pierres,.
Le révérend Sabine Baring-Gould, fouillant le site en 1899, y trouva de la poterie de l'âge du fer et de l'époque romaine, des perles de verre et de nombreuses balles de fronde,.

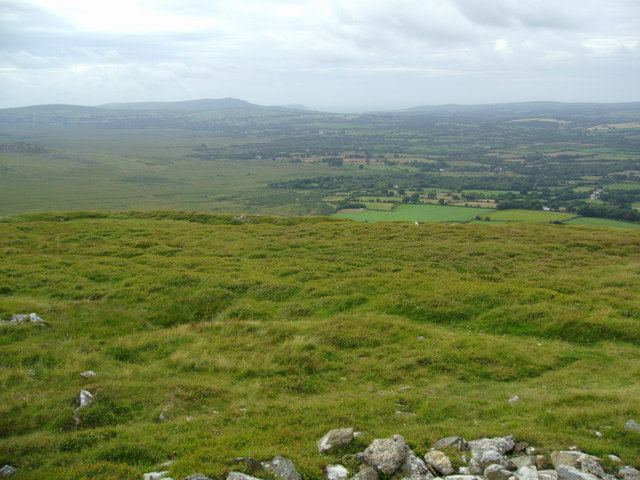
Vue des collines de Preseli, depuis les cairns.
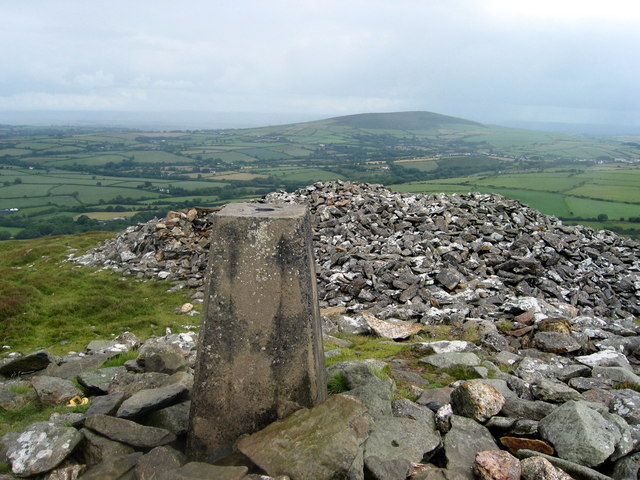
Vue du sommet : cairns, repère géodésique.
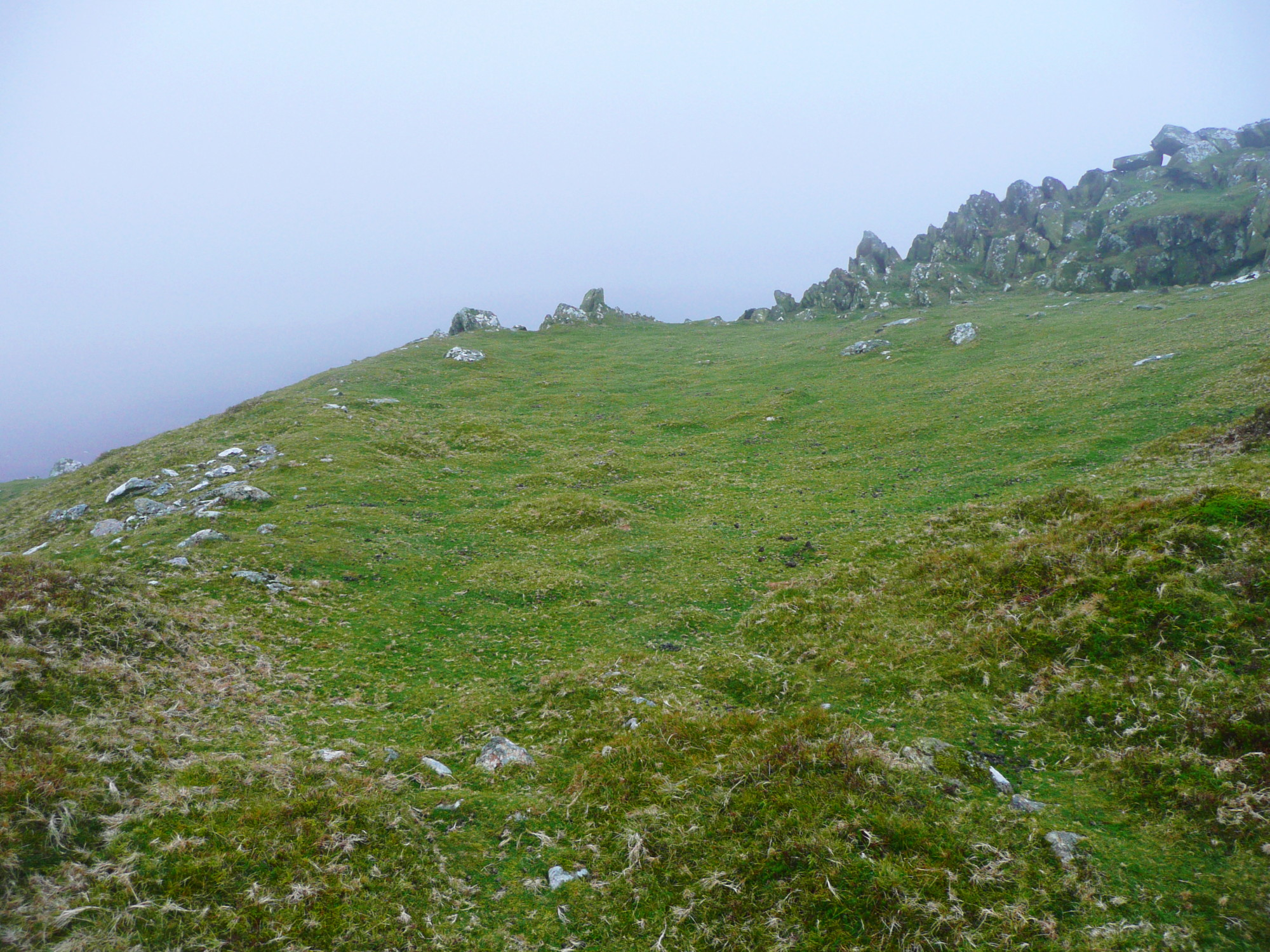
Lignes de défense intérieure et extérieure.